# Goryczkowa Czuba
Goryczkowa Czuba (słow. Goričkova), 1912 m – szczyt w Tatrach Zachodnich, leżący w głównej grani Tatr, na granicy polsko-słowackiej.

## Topografia
Od sąsiedniego (w kierunku na zachód) szczytu, Wysokiej Suchej Czuby oddzielona jest przełęczą Wysokie Wrótka (1847 m), od położonego na wschód Pośredniego Goryczkowego Wierchu – Goryczkową Przełęczą Świńską (1801 m). Ma dwa wierzchołki rozdzielone przełączką o około pięciometrowym wcięciu. Wyższy o niecałe pół metra jest wierzchołek wschodni. Niektóre z wcześniejszych pomiarów określały wysokość Goryczkowej Czuby na 1913 m. Po północnej, polskiej stronie, od szczytu do Doliny Bystrej biegnie długi grzbiet, zwany Kondratowym Wierchem, który oddziela od siebie dwie dolinki: Dolinę Suchą Kondracką i Dolinę Goryczkową Świńską (zachodnia odnoga Doliny Goryczkowej). Najbardziej strome są północno-zachodnie stoki opadające do Doliny Suchej Kondrackiej. Jest to w taternickim rozumieniu niemal ściana o wysokości ok. 200 m.
Po południowej, słowackiej stronie, stoki Goryczkowej Czuby opadają do Doliny Cichej (do dna doliny w tym miejscu jest prawie 700 m różnicy wysokości). Od grani opadają do tej doliny dwie szerokie grzędy, pomiędzy którymi znajduje się wielki żleb mający wylot powyżej Liptowskiego Koszaru.

## Opis szczytu
Nazwa szczytu nie pochodzi od często występującej w Tatrach rośliny goryczki, lecz od Hali Goryczkowej, tej zaś od popularnego wśród górali nazwiska Goryczka. Dawniej stoki Goryczkowej Czuby były intensywnie wypasane. Na mapie Hacqueta z 1796 r. szczyt oznaczony był jako Gorecnowa. Partie szczytowe i północne stoki zbudowane są z granitoidów, natomiast stoki południowe, gdzieś od połowy wysokości ze skał wapiennych. W tym miejscu bowiem w wapiennych Tatrach Zachodnich znajduje się tzw. wyspa krystaliczna Goryczkowej – góry zbudowane ze skał krystalicznych (granit, gnejs). Występują w nich liczne żyły hydrotermalne. Wśród skał ciekawa roślinność tatrzańska, m.in. takie rzadkie gatunki, jak: rojnik górski, jastrzębiec pomarańczowy, fiołek żółty sudecki, pierwiosnek maleńki. Z bardziej pospolitych tatrzańskich roślin masowo występuje tu dzwonek wąskolistny i alpejski, ciemiężyca zielona.
Stoki Goryczkowej Czuby zaliczane są do szczególnie lawiniastych. Lawiny schodzą do wszystkich trzech dolin, nad którymi wznosi się Goryczkowa Czuba. Na szczyt wchodzono od dawna. Pierwsze wejście zimowe na szczyt: Feliks Antoniak, Józef Lesiecki w 1908 r.

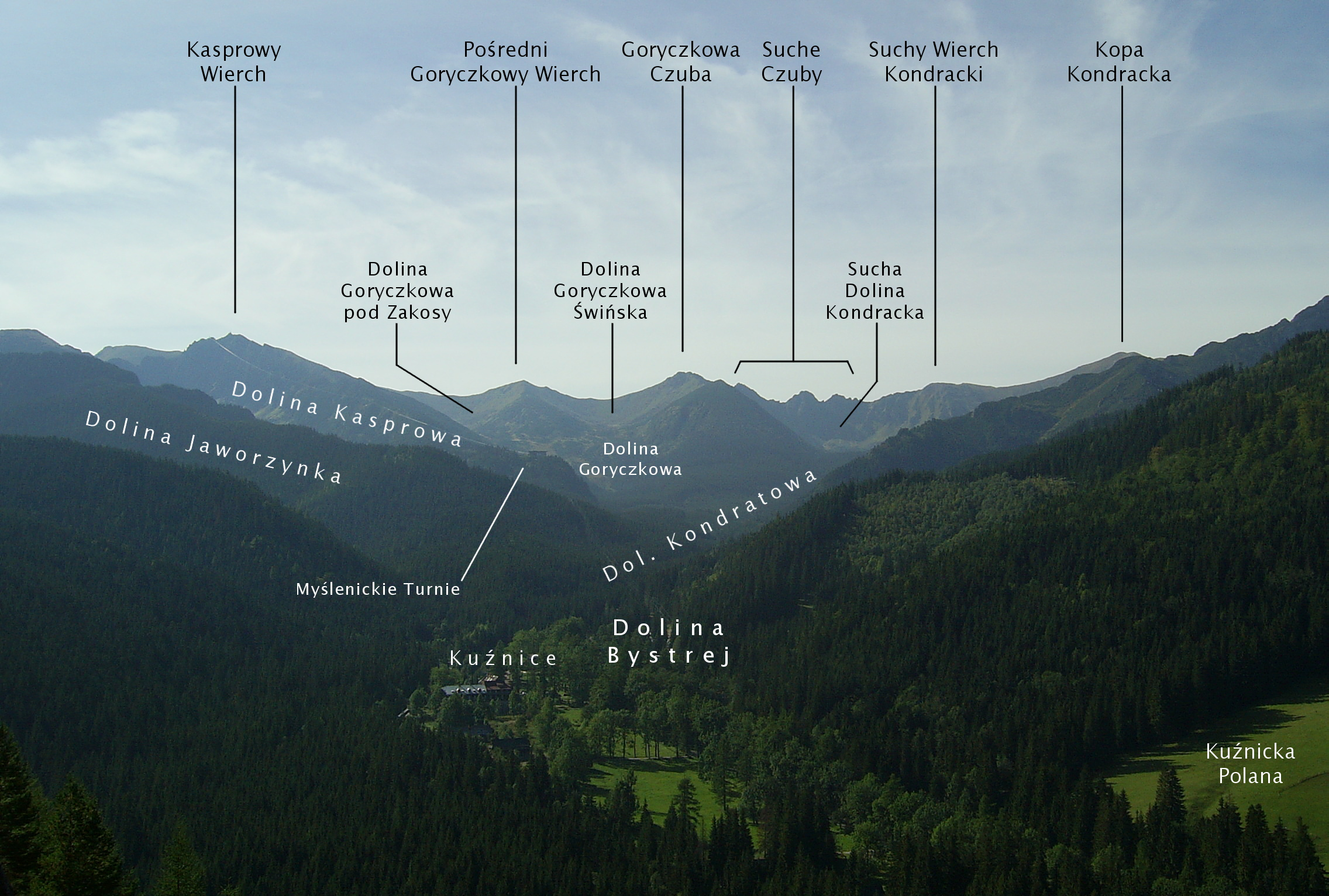
Widok z Nosala
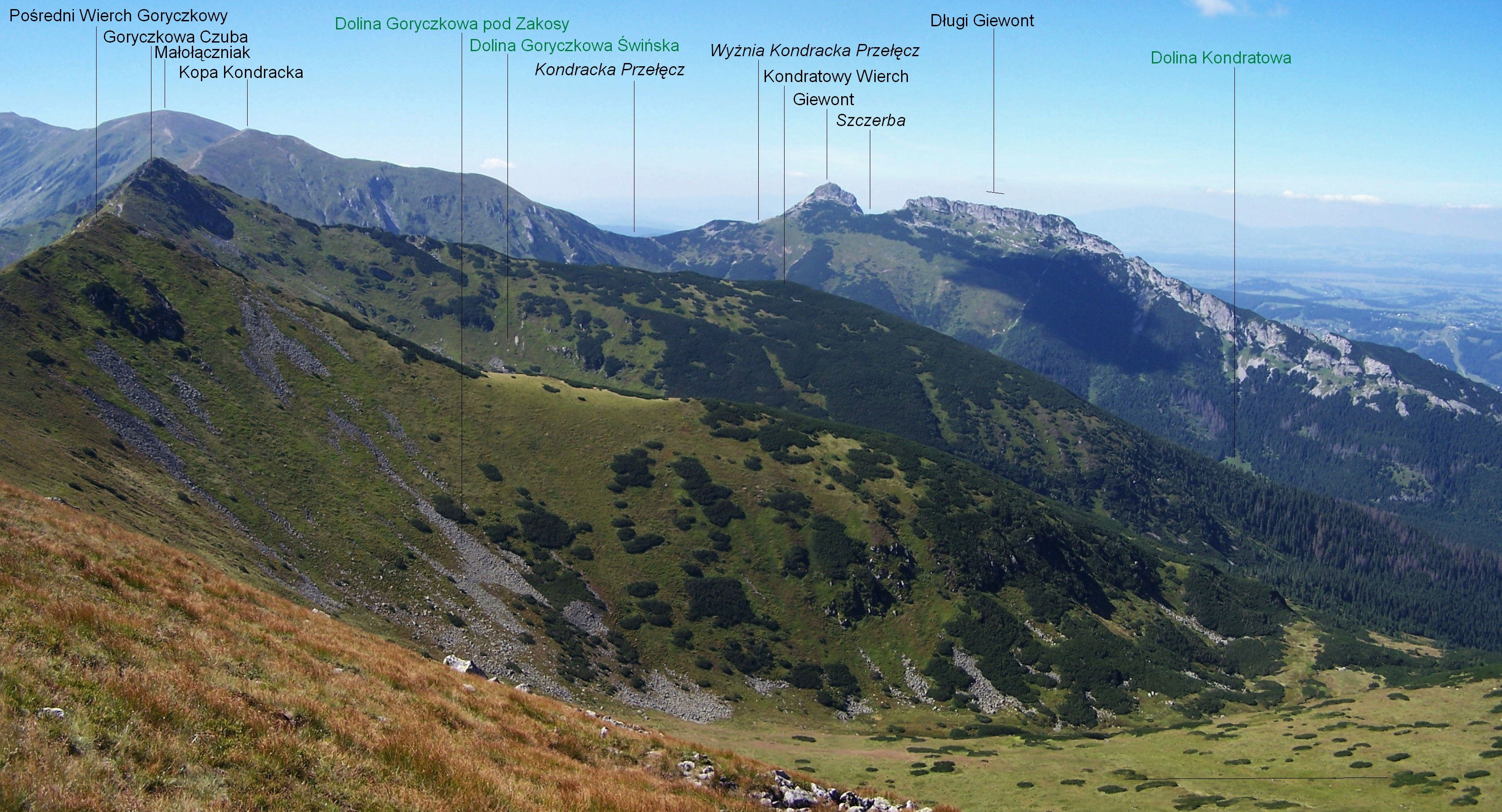
Widok z północnej grani Kasprowego Wierchu
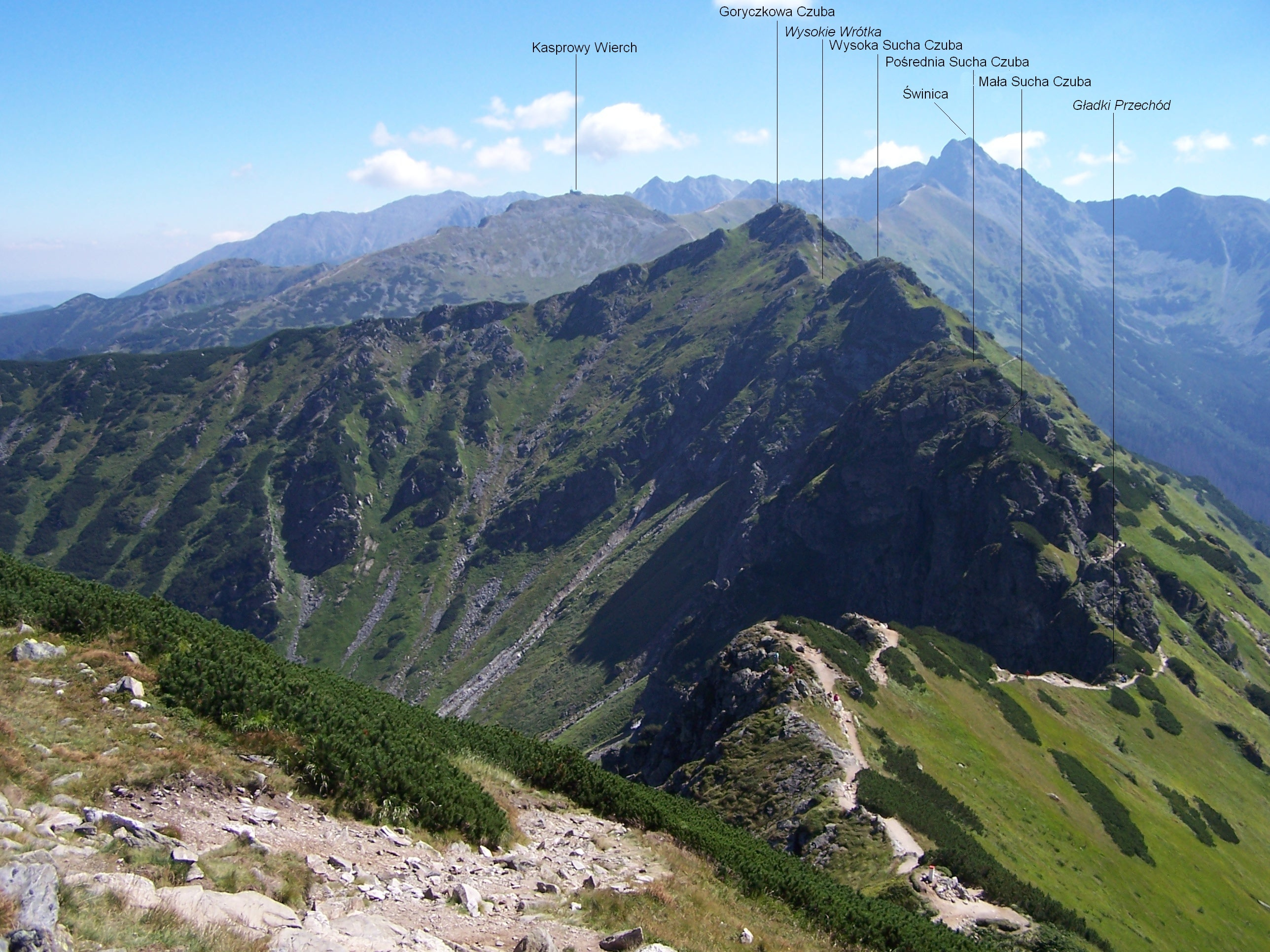
Widok z Kopy Kondrackiej

## Szlaki turystyczne
– odcinek czerwonego szlaku z Kasprowego Wierchu granią główną Tatr i południowe stoki Suchych Czub do Przełęczy pod Kopą Kondracką. Szlak omija szczyt Goryczkowej Czuby trawersując jej południowy stok. Czas przejścia: 1:40 h, z powrotem 1:20 h.